# 警備員シリーズ
警備員シリーズとは、インターハートによるアダルトゲームのシリーズであり、デパートの警備員と、女性万引き犯との駆け引きを描いている。作品の流れとしては、まず巡回と監視カメラで標的を観察してから次の行動を推測し、万引きの現行犯として取り押さえる。

## シリーズ作品
警備員
- 発売日：1999年4月28日

警備員 〜歪んだ職務日誌〜
- 2000年6月30日発売[1]。

警備員2
- 2003年9月19日発売。

## 評価
『美少女ゲームマニアックス2』にて『警備員 〜歪んだ職務日誌〜』のレビュー記事が掲載された。レビュアーは標的の動きを観察してから取り押さえるまでのプロセスがやや複雑な分、同作のゲーム性を支えている部分であるともしている。加えて、レビュアーは後半に登場する「偽犯人」の存在により、詰将棋やパズルのような感覚を味わったとも評している。レビュアーは同作に登場する万引き犯たちの個性の強さも評価しており、手堅いゲーム性と相まって豪快な作品に仕上がったと評している。

### 書籍
- 美少女ゲームマニアックス2. 東京: キルタイムコミュニケーション. (2001-10-10). pp. 22-25. ISBN 4-86032-002-6. OCLC 675030565